# Skipton and Ripon (circonscription britannique)

Localisation de la circonscription au sein du Yorkshire du Nord.

La circonscription de Skipton and Ripon est une circonscription électorale britannique. Elle est située dans le Yorkshire du Nord, autour des villes de Skipton et Ripon, couvrant la totalité du district de Craven et une partie de celui de Harrogate.
Elle est créée en 1983, par la fusion des anciennes circonscriptions de Skipton et Ripon. Depuis 2010, elle est représentée à la Chambre des communes par Julian Smith, du Parti conservateur.

## Liste des députés depuis 1983
- 1983 : John Grenville Bernard Watson (conservateur)
- 1987 : David Curry (conservateur)
- 2010 : Julian Smith (conservateur)